# Volodarka, Volodarka
Volodarka (în ucraineană Володарка) este așezarea de tip urban de reședință a raionului Volodarka din regiunea Kiev, Ucraina. În afara localității principale, nu cuprinde și alte sate.

## Demografie
Componența lingvistică a așezării de tip urban Volodarka
     Ucraineană (97,73%)
     Rusă (2,16%)
     Alte limbi (0,06%)
Conform recensământului din 2001, majoritatea populației așezării de tip urban Volodarka era vorbitoare de ucraineană (97,73%), existând în minoritate și vorbitori de rusă (2,16%).